# Modest Gené
Modest Gené i Roig (Reus, 5 de noviembre de 1914 - Bata, 29 de octubre de 1983) fue un escultor español.
Realizó un busto del presidente de la Generalidad de Cataluña Francesc Macià y una exposición en Reus en 1932. El ayuntamiento de la ciudad le concedió la beca "Jacint Barrau" para que realizara estudios de Bellas Artes en Barcelona. Durante la Guerra Civil fue reclutado por el Cuerpo de Aviación en Sevilla. Tras el conflicto realizó más exposiciones en Barcelona, Sevilla y Reus.
Sus esculturas principales fueron de motivos religiosos; muchas de ellas se encuentran en pueblos de la comarca del Bajo Campo y comarcas vecinas. Destaca  el Crist de la Sang que se encuentra en la parroquia de la Puríssima Sang de Reus y el conjunto de su obra en el monasterio de Poblet donde realizó diversas esculturas.
Expuso en Ceuta, Tánger y Tetuán. En 1957 se trasladó a la Guinea Española y plasmó la vida colonial; ahí dejó numerosas obras, entre ellas el retablo de la catedral de Bata y una Virgen en barro, conocida como Nuestra Señora de la Isla, que en 1987 fue declarada patrona de Malabo. 
Realizó bustos de Francisco Franco, Isabel II de Inglaterra, Hassan II de Marruecos, Juan Carlos I de España y de algunos presidentes. A lo largo de su carrera obtuvo numerosos premios y medallas.
El Instituto Politécnico de Bata lleva su nombre. Desde 1985 tiene una calle con su nombre en Reus.
Hay teorías que indican que pudo ser el autor de Ntro Padre Jesús de la Salud, titular de la hermandad de Los Gitanos (Sevilla), debido a que fue discípulo escultor Fernández Ándes, que pudo firmar la obra a su nombre.
[[]]
En Ceuta, la "Cofradía del Santísimo Cristo de la Encrucijada y María Santísima de las Lágrimas"
Fundada en 1951, la imagen de la Virgen fue construida en el mismo año, en Reus, por el escultor Modesto René, que al año siguiente talló también, en Ceuta, la imagen del Cristo.

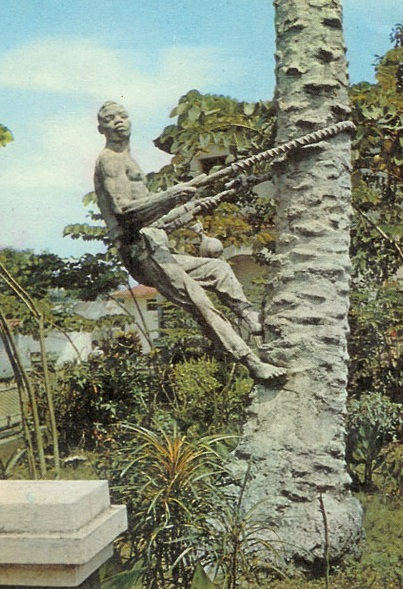
Escultura “Bubi subiendo a una palmera en busca de topé” (1959) que preside la entrada ajardinada de la Academia Ecuatoguineana de la Lengua Española en Malabo.
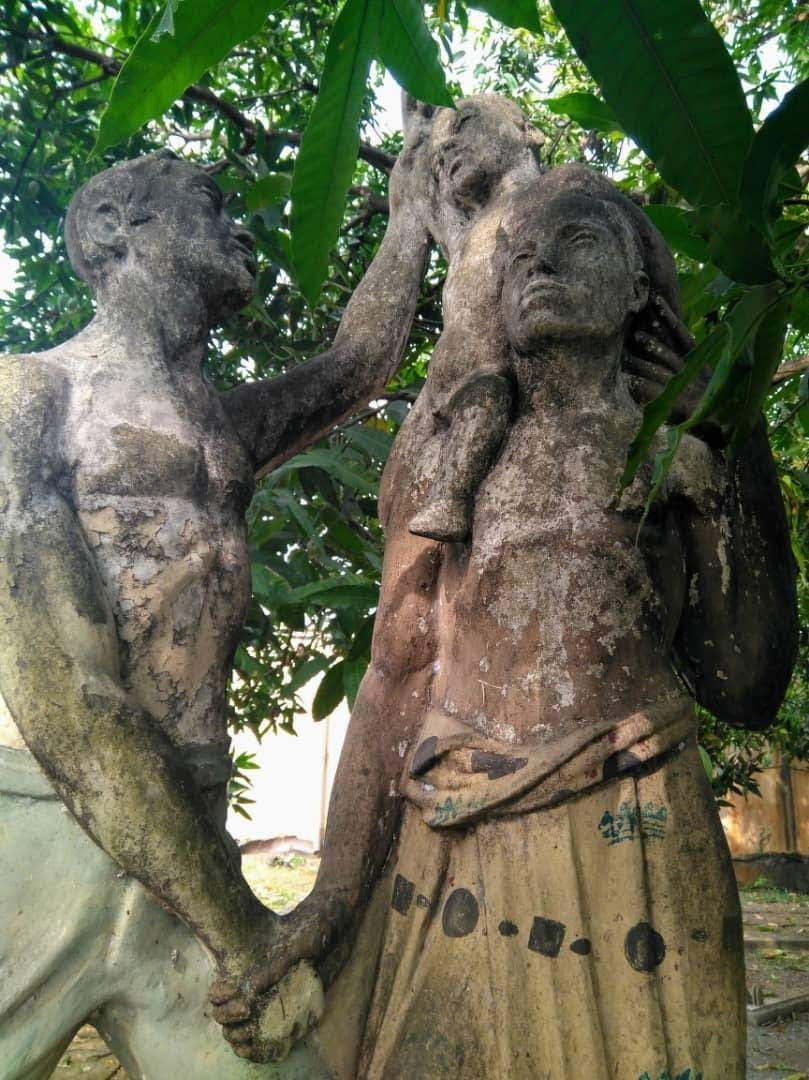
Escultura "La Unión del Pueblo" (1982) de Modesto Gené Roig. Forma parte de la Colección de la Embajada de España en Malabo.